# A Piano in the House
"A Piano in the House" is een aflevering van de Amerikaanse televisieserie The Twilight Zone. Het scenario van de aflevering werd geschreven door Earl Hamner, Jr..

## Plot

### Opening
Mr. Fitzgerald Fortune, theater critic and cynic at large, on his way to a birthday party. If he knew what is in store for him, he probably wouldn't go, because before this evening is over that cranky old piano is going to play 'Those Piano Roll Blues', with some effects that could happen only in the Twilight Zone.
— Rod Serling

### Verhaal
Dramacriticus Fitzgerald Fortune gaat naar Throckmorton's curio shop om voor zijn vrouw Esther een pianola te kopen als verjaardagscadeau. In de winkel ontdekt Fortune al snel dat dit geen gewone piano is. Als er de juiste muziek op gespeeld wordt, onthullen mensen hun ware gevoelens en emoties.
Later thuis gebruikt Fortune de piano om zijn butler Marvin te laten bekennen hoe hij werkelijk denkt over het werken voor de Fortune-familie. Tevens gebruikt hij de piano op zijn vrouw. Deze bekent zo dat ze hem haat vanwege zijn wreedheid en de mensen om hem heen.
Vervolgens probeert Fortune de piano uit op een van de gasten op het feest, een toneelschrijver genaamd Gregory Walker. Deze bekent dat hij verliefd is op Esther en dat hij met haar een affaire had terwijl ze op vakantie was.
Fortune beleeft de grootste lol aan zijn piano, tot Esther de muziekrol vervangt door een andere. Daardoor speelt de piano opeens muziek die Fortune zelf treft. Hij bekent dat hij in feite niets anders is dan een sadistisch, kinderachtig mannetje dat jaloers is op iedereen om hem heen. De gasten vertrekken samen met Esther.

### Slot
Mr. Fitzgerald, a man who went searching for concealed persons and found himself, in the Twilight Zone.
— Rod Serling

## Rolverdeling
- Fitzgerald Fortune: Barry Morse
- Esther Fortune: Joan Hackett
- Marge Moore: Muriel Landers
- Marvin (de butler): Cyril Delevanti
- Gregory Walker: Don Durant
- Throckmorton: Phil Coolidge

## Trivia
- Cyril Delevanti speelde ook mee in de afleveringen Passage on the Lady Anne, The Silence, en A Penny for Your Thoughts.